# Вулиця Бутлерова (Москва)

Вулиця Бутлерова (назва з 15 липня 1965) — вулиця в Південно-Західному адміністративному окрузі міста Москви на території району Коньково. Названо на честь російського вченого-хіміка О. М. Бутлерова (1826—1886).
Проходить між вулицею Академіка Волгіна та Севастопольським проспектом. Перетинає Профспілкову та вулицю Введенського. По ходу руху від вулиці Академіка Волгіна праворуч примикають вулиця Архітектора Білопільського та дублер Профспілкової вулиці. Довжина — 2,2 км. Нумерація будинків розпочинається з боку вулиці Академіка Волгіна.
До будівництва ділянки Севастопольського проспекту на південь від перетину з Балаклавським проспектом на початку 1980-х років була тупиковою і впиралася в Бітцевський лісопарк.
На всьому протязі по парній (південній) стороні житлова забудова, по непарній (північній) — переважно наукові установи, відомчі та РАН.